# Langarn
Langarn är den grövre tråd som används vid knyppling för att åstadkomma konturer i spetsmönster genom att den övriga spetsen knyppats med tunnare tråd. En vanlig typ av langarn är lingarn 18/3.